# Fishguard and Goodwick
Fishguard and Goodwick (en anglais) ou Abergwaun ac Wdig (en gallois) est une communauté du Pembrokeshire, au pays de Galles. Comme son nom l'indique, elle comprend les villes de Fishguard / Abergwaun et Goodwick / Wdig.

## Géographie
La communauté de Fishguard and Goodwick est située dans le nord-est du Pembrokeshire, sur le littoral de la baie de Cardigan, au bord de la petite baie de Fishguard dans laquelle se jette la Gwaun (en). Le chef-lieu du comté, Haverfordwest, est situé à 25 km au sud.

## Histoire
Le district urbain de Fishguard and Goodwick est créé en 1934, lorsque le district urbain de Fishguard (créé en 1907) annexe la ville voisine de Goodwick, rattachée jusqu'alors au district rural de Haverfordwest (en). Il donne naissance à l'actuelle communauté de Fishguard and Goodwick en 1974, lorsque les districts urbains sont abolis en vertu du Local Government Act 1972.

## Politique

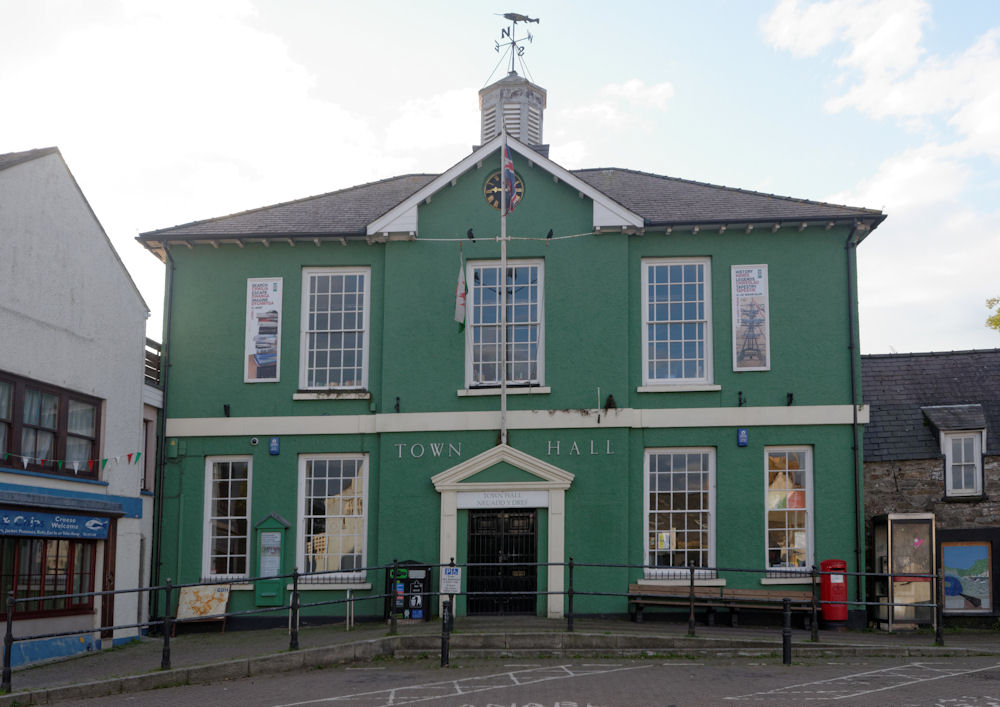
Le Town Hall.

Pour les élections locales, Fishguard and Goodwick est divisée en trois wards (districts électoraux), Fishguard North East, Fishguard North West et Goodwick, qui élisent chacun un des 60 membres du conseil de comté du Pembrokeshire (en). Lors des élections locales de 2022, ces sièges sont remportés par le travailliste Jordan Paul Ryan, l'indépendant Pat Davies et la travailliste Nicola Gwynn, respectivement.
Ces wards sont également utilisés pour élire le conseil municipal (town council) de Fishguard and Goodwick. Il comprend 14 membres, dont 5 représentent Fishguard North East, 4 Fishguard North West et 5 Goodwick. Ses réunions se déroulent au Town Hall de Fishguard

## Démographie
Au recensement de 2011, la communauté de Fishguard and Goodwick comptait 5 407 habitants.

## Culture locale et patrimoine

### Lieux et monuments
La communauté de Fishguard and Goodwick comprend plus de 150 monuments classés.

### Jumelages
- Loctudy (France) depuis 1997[7]